# Disco Bandżo
Disco Bandżo – program muzyczny przedstawiający najnowsze trendy na polskiej scenie disco polo i dance. Disco Bandżo emitowało najpopularniejsze przeboje z tego gatunku muzyki i premiery teledysków polskich wykonawców, wywiady z gwiazdami oraz nowinki ze świata muzyki. W każdym programie prezentowana była lista przebojów. Prowadzącą program była Paulina Alaw.